# Trolejbusová doprava v Abakanu
V ruském městě Abakanu (hlavní město Chakaska na Dálném východě) se nachází síť trolejbusové dopravy. Jedná se o síť střední velikosti (délka 49,5 km), kde je v provozu okolo deseti linek. Trolejbusy jsou v MHD doplněny ještě autobusy a maršrutky.

## Historie
Abakan se řadí mezi trolejbusové provozy, jejichž historie je relativně krátká. První trolejbusová trať, vedená od trolejbusové vozovny k nádraží a pak k náměstí Dvorec Brakosočetanij, byla otevřena pro veřejnost 31. prosince 1980. Do roku 1987 se délka sítě ztrojnásobila (stávající první trať byla prodloužena a rozvětvena; nově se mohli místní svézt trolejbusem například k letišti, k nádraží Rečnoj vokzal a místním závodům Vagonmaš).
Pak nastal útlum; v 90. letech nové tratě nepřibyly (též i v Abakanu ubylo finančních prostředků na výstavbu nové dopravní infrastruktury). Naopak došlo ke zrušení některých kratších tratí, převážně na východě města. K mírnému oživení došlo až na začátku 21. století, kdy byla zprovozněná po dlouhé době zcela nová trať na severu města, upraveny byly též i některé konečné stanice.

## Vozový park
Vzhledem k současnému využití trolejbusové sítě je každý pracovní den potřebných 20 trolejbusů, 14 pak o víkendech. Celkem vlastní dopravce 22 vozidel, která jsou deponovaná v jedné vozovně, umístěné nedaleko hlavního nádraží.
Trolejbusy jsou domácí výroby, jedná se o vozy typů ZiU-682V, ZiU-682G, VZTM-5284 a BTZ-5276-04. Trolejbusy posledních dvou uvedených typů jsou nejnovější; typ VZTM-5284 původem z Volgogradu je zastoupen celkem šesti vozidly, dodávanými mezi lety 2002 až 2005, BTZ-5276-04 z Ufy je ve městě pouze jeden a dodán byl v listopadu 2005. Zbylých patnáct z celkových 22 vozidel je typu ZiU.
Jednotný městský nátěr neexistuje; vozidla tak mají většinou reklamní polep.